# Great Bentley
Great Bentley est un village et une paroisse civile de l'Essex, en Angleterre.